# Gran Premio del Sudafrica 1973
Il Gran Premio del Sudafrica 1973, VII Grand Prix of South Africa di Formula 1 e terza gara del campionato di Formula 1 del 1973, si è disputato il 3 marzo sul circuito di Kyalami ed è stato vinto da Jackie Stewart su Tyrrell-Ford Cosworth.

## Qualifiche
| Pos | No | Pilota               | Costruttore       | Squadra                         | Tempo   | Gap   |
| --- | -- | -------------------- | ----------------- | ------------------------------- | ------- | ----- |
| 1   | 5  | Denny Hulme          | McLaren-Ford      | Yardley Team McLaren            | 1:16.28 |       |
| 2   | 1  | Emerson Fittipaldi   | Lotus-Ford        | John Player Team Lotus          | 1:16.41 | +0.13 |
| 3   | 7  | Jody Scheckter       | McLaren-Ford      | Yardley Team McLaren            | 1:16.43 | +0.15 |
| 4   | 2  | Ronnie Peterson      | Lotus-Ford        | John Player Team Lotus          | 1:16.44 | +0.16 |
| 5   | 15 | Clay Regazzoni       | BRM               | Marlboro BRM                    | 1:16.47 | +0.19 |
| 6   | 6  | Peter Revson         | McLaren-Ford      | Yardley Team McLaren            | 1:16.72 | +0.44 |
| 7   | 16 | Jean-Pierre Beltoise | BRM               | Marlboro BRM                    | 1:16.84 | +0.56 |
| 8   | 18 | Carlos Reutemann     | Brabham-Ford      | Motor Racing Developments Ltd   | 1:16.94 | +0.66 |
| 9   | 11 | Carlos Pace          | Surtees-Ford      | Brooke Bond Oxo Team Surtees    | 1:17.06 | +0.78 |
| 10  | 17 | Niki Lauda           | BRM               | Marlboro BRM                    | 1:17.14 | +0.86 |
| 11  | 8  | Jacky Ickx           | Ferrari           | Scuderia Ferrari SpA SEFAC      | 1:17.16 | +0.88 |
| 12  | 10 | Mike Hailwood        | Surtees-Ford      | Brooke Bond Oxo Team Surtees    | 1:17.17 | +0.89 |
| 13  | 25 | Dave Charlton        | Lotus-Ford        | Scribante Lucky Strike Racing   | 1:17.18 | +0.90 |
| 14  | 22 | Jackie Oliver        | Shadow-Ford       | UOP Shadow Racing Team          | 1:17.64 | +1.36 |
| 15  | 9  | Arturo Merzario      | Ferrari           | Scuderia Ferrari SpA SEFAC      | 1:17.64 | +1.36 |
| 16  | 3  | Jackie Stewart       | Tyrrell-Ford      | Elf Team Tyrrell                | 1:17.65 | +1.37 |
| 17  | 19 | Wilson Fittipaldi    | Brabham-Ford      | Motor Racing Developments Ltd   | 1:17.95 | +1.67 |
| 18  | 14 | Jean-Pierre Jarier   | March-Ford        | STP March Racing Team           | 1:17.98 | +1.70 |
| 19  | 21 | Howden Ganley        | Iso Marlboro-Ford | Frank Williams Racing Cars      | 1:18.07 | +1.79 |
| 20  | 12 | Andrea De Adamich    | Surtees-Ford      | Ceramica Pagnossin Team Surtees | 1:18.66 | +2.38 |
| 21  | 23 | George Follmer       | Shadow-Ford       | UOP Shadow Racing Team          | 1:18.82 | +2.54 |
| 22  | 26 | Eddie Keizan         | Tyrrell-Ford      | Scribante Lucky Strike Racing   | 1:18.92 | +2.64 |
| 23  | 24 | Mike Beuttler        | March-Ford        | Clarke-Mordaunt-Guthrie Racing  | 1:20.37 | +4.09 |
| 24  | 20 | Jackie Pretorius     | Iso Marlboro-Ford | Frank Williams Racing Cars      | 1:20.54 | +4.26 |
| 25  | 4  | François Cevert      | Tyrrell-Ford      | Elf Team Tyrrell                | -       | -     |

## Gara
| Pos | No | Pilota               | Costruttore       | Giri | Tempo/Ritiro     | Pos. Griglia | Punti |
| --- | -- | -------------------- | ----------------- | ---- | ---------------- | ------------ | ----- |
| 1   | 3  | Jackie Stewart       | Tyrrell-Ford      | 79   | 1:43:11.0        | 16           | 9     |
| 2   | 6  | Peter Revson         | McLaren-Ford      | 79   | + 24.55          | 6            | 6     |
| 3   | 1  | Emerson Fittipaldi   | Lotus-Ford        | 79   | + 25.06          | 2            | 4     |
| 4   | 9  | Arturo Merzario      | Ferrari           | 78   | + 1 Giro         | 15           | 3     |
| 5   | 5  | Denny Hulme          | McLaren-Ford      | 77   | + 2 Giri         | 1            | 2     |
| 6   | 23 | George Follmer       | Shadow-Ford       | 77   | + 2 Giri         | 21           | 1     |
| 7   | 18 | Carlos Reutemann     | Brabham-Ford      | 77   | + 2 Giri         | 8            |       |
| 8   | 12 | Andrea De Adamich    | Surtees-Ford      | 77   | + 2 Giri         | 20           |       |
| 9   | 7  | Jody Scheckter       | McLaren-Ford      | 75   | Motore           | 3            |       |
| 10  | 21 | Howden Ganley        | Iso Marlboro-Ford | 73   | + 6 Giri         | 19           |       |
| 11  | 2  | Ronnie Peterson      | Lotus-Ford        | 73   | + 6 Giri         | 4            |       |
| Rit | 11 | Carlos Pace          | Surtees-Ford      | 69   | Incidente        | 9            |       |
| NC  | 26 | Eddie Keizan         | Tyrrell-Ford      | 67   | Non classificato | 22           |       |
| NC  | 14 | Jean-Pierre Jarier   | March-Ford        | 66   | Non classificato | 18           |       |
| NC  | 4  | François Cevert      | Tyrrell-Ford      | 66   | Non classificato | 25           |       |
| NC  | 24 | Mike Beuttler        | March-Ford        | 65   | Non classificato | 23           |       |
| Rit | 19 | Wilson Fittipaldi    | Brabham-Ford      | 52   | Cambio           | 17           |       |
| Rit | 20 | Jackie Pretorius     | Iso Marlboro-Ford | 35   | Surriscaldamento | 24           |       |
| Rit | 17 | Niki Lauda           | BRM               | 26   | Motore           | 10           |       |
| Rit | 22 | Jackie Oliver        | Shadow-Ford       | 14   | Motore           | 14           |       |
| Rit | 16 | Jean-Pierre Beltoise | BRM               | 4    | Frizione         | 7            |       |
| Rit | 25 | Dave Charlton        | Lotus-Ford        | 3    | Incidente        | 13           |       |
| Rit | 15 | Clay Regazzoni       | BRM               | 2    | Incidente        | 5            |       |
| Rit | 8  | Jacky Ickx           | Ferrari           | 2    | Incidente        | 11           |       |
| Rit | 10 | Mike Hailwood        | Surtees-Ford      | 2    | Incidente        | 12           |       |

## Statistiche
Piloti
- 23ª vittoria per Jackie Stewart
- 1° e unica pole position per Denny Hulme
- 1º Gran Premio per George Follmer e Eddie Keizan
- Ultimo Gran Premio per Jackie Pretorius

Costruttori
- 12° vittoria per la Tyrrell
- 30° podio per la McLaren
- 1º Gran Premio per la Shadow

Motori
- 54ª vittoria per il motore Ford Cosworth
- 140° podio per il motore Ford Cosworth

Giri al comando
- Denny Hulme (1-4)
- Jody Scheckter (5-6)
- Jackie Stewart (7-79)

## Classifiche

### Piloti
| Pos. | Pilota             | Punti |
| ---- | ------------------ | ----- |
| 1    | Emerson Fittipaldi | 22    |
| 2    | Jackie Stewart     | 19    |
| 3    | Denny Hulme        | 8     |
| 4    | François Cevert    | 6     |
| 5    | Peter Revson       | 6     |
| 6    | Arturo Merzario    | 6     |
| 7    | Jacky Ickx         | 5     |
| 8    | Wilson Fittipaldi  | 1     |
| 9    | Clay Regazzoni     | 1     |
| 10   | George Follmer     | 1     |

### Costruttori
| Pos. | Team         | Punti |
| ---- | ------------ | ----- |
| 1    | Lotus-Ford   | 22    |
| 2    | Tyrrell-Ford | 21    |
| 3    | McLaren-Ford | 12    |
| 4    | Ferrari      | 9     |
| 5    | Brabham-Ford | 1     |
| 6    | BRM          | 1     |
| 7    | Shadow-Ford  | 1     |